# Charles Coste
Charles Coste (Ollioules, 8 febbraio 1924) è un ex pistard francese.
Nel 2024, come più anziano campione olimpico vivente, ha portato la fiamma olimpica nella staffetta che ha preceduto l'inaugurazione dei Giochi olimpici di Parigi 2024.

## Palmarès
- Giochi olimpici

Londra 1948: oro nell'inseguimento a squadre.